# Nokia N78
Nokia N78 è un telefono cellulare Nokia che fa parte della cosiddetta "Nseries" che ha debuttato a maggio 2008.
È l'evoluzione del ben conosciuto Nokia N73, telefono mantenuto per un certo periodo di tempo in vendita a fianco del Nokia N78 ed è il predecessore del Nokia N79.

## Particolarità
- È dotato di un dispositivo detto "Navi" che permette di scorrere nelle cartelle o brani con il solo tocco del pad centrale col polpastrello. Tenendo il dito e scorrendo in senso orario, si sposta il cursore fino a accelerare nello scorrimento di file/contatti.
- È uno dei primi Symbian 9 release FP2, che introduce un miglioramento della velocità di esecuzione dei programmi, un miglior risparmio energetico, temi audio, e la funzione detta "Respiro" e "Navi". Può installare anche applicazioni pensate per Symbian touchscreen di successiva generazione, seppur a uso limitato.
- È uno dei primi terminali Nokia a possedere la funzione "Respiro", che permette, in modalità standby, di apprendere se si hanno chiamate perse/sms non letti, senza dover vedere lo schermo direttamente, cambiando la frequenza di lampeggio. Il led, di colore bianco, contorna il pad centrale.
- Possiede un trasmettitore FM (il cui utilizzo è vietato in alcuni Paesi) che permette di trasmettere l'audio riprodotto internamente a ricevitori FM presenti nella zona e a una determinata frequenza impostabile direttamente dallo smartphone Nokia N78. È presente, inoltre, un'altra funzione che tramite Wi-Fi consente la visualizzazione di immagini, video e musica sulla Sony Playstation 3.

## Cronologia Firmware
- 10.136 del 07-05-2008
- 11.043 del 21-05-2008
- 12.046 del 25-06-2008
- 13.052 del 04-09-2008
- 20.149 del 08-12-2008
- 21.002 del 18-02-2009
- 30.011 del 08-05-2009